# いしだあゆみ ステレオハイライト
『いしだ・あゆみ ステレオ・ハイライト』（いしだあゆみ ステレオハイライト）はいしだあゆみのベスト・アルバム。1965年3月5日発売。発売元は日本ビクター（音楽レコード事業部。現：ビクターエンタテインメント〈二代目〉）。規格品番：SVJ-90（LP）。2008年12月17日にはいしだあゆみが1964年4月から1968年3月までビクターレコード在籍時代にリリースした全23枚のシングルからアルバムに未収録の初期音源を一部ボーナス・トラックとして追加収録した紙ジャケット仕様のCD（規格品番：VICL-63179）でビクターエンタテインメント（初代）から再発売された。

## 解説
いしだあゆみがかつてビクターレコード（日本ビクター）に在籍していた当時、唯一のベストアルバムとして発表。
2022年11月30日にはJVCケンウッド・ビクターエンタテインメント（現・ビクターエンタテインメント〈二代目〉）よりDL（ダウンロード）限定ベストアルバムとしてボーナストラックを含め、上記の第一集に収録されなかったビクターレコード在籍時代の残りの楽曲を全収録した『いしだあゆみ ステレオハイライト第二集』が配信・発売された。

## 収録曲
☆印が付与された曲はCD・DL版のみボーナストラックとして収録。
各収録曲の作詞・作曲・編曲に関してはいしだあゆみ#シングルの頁を参照。
1. サチオ君
2. みどりの乙女
3. ねぇ、聞いてよママ
4. 先生を好きでした
5. 赤い花びら飛んでゆく
6. みんなでサイクリング
7. ブーベの恋人
8. 17才になりたいの
9. 初恋
10. 小さな幸福（しあわせ）
11. 渚の想い出
12. あゆみの子守唄
13. だれだって一人じゃない☆
14. わたしのことだけ☆
15. サミーのマーチ ～Sammy Going South～☆
16. アッちゃん☆
17. 真珠（パール）の指輪☆
18. 愛さなければよかった☆
19. 歌え太陽☆
20. ガムとチョコ☆